# Nicole Pfluger
Nicole Pfluger (* 10. März 1983 in Saalfelden) ist eine österreichische Biathletin.
Nicole Pfluger ist Sportsoldatin und lebt in Hochfilzen. 1996 begann sie mit dem Biathlon und gehörte seit 1999 zum Nationalkader ihres Landes. Die Athletin des HSV Hochfilzen wurde von Wolfgang Korosec trainiert. Mehrfach konnte Pfluger gute, wenn auch keine herausragenden Ergebnisse bei Junioren-Welt- und Europameisterschaften erreichen. Bestes Resultat der 14. Platz in der Verfolgung bei der EM 2004 in Haute-Maurienne. Im selben Jahr hatte sie ihre größten Erfolge bei der Junioren-EM in Minsk. Im Einzel wurde sie Zehnte, Neunte im Sprint und Elfte in der Verfolgung. Alle weiteren Platzierungen bei internationalen Meisterschaften waren schlechter als Rang 20. Beste Resultate im Junioren-Europacup waren Platz zwei 2004 in Gurnigel und Platz drei 2003 in Obertilliach.
Seit der Saison 2005/06 trat Pfluger im Biathlon-Europacup an. 2006 gewann sie an einem Europacup-Wochenende alle drei Rennen von Gurnigel in einem allerdings nur sehr schlecht besetzen Europacup. Auch im Biathlon-Weltcup wurde sie erstmals 2005, in Antholz, eingesetzt und wurde Sprint-69. Nur bei ihrem letzten Rennen in Pokljuka 2007 konnte sie als 68. im Sprint eine bessere Platzierung erreichen. 2008 wurde sie zudem österreichische Meisterin im Einzel.

## Biathlon-Weltcup-Platzierungen
Die Tabelle zeigt alle Platzierungen (je nach Austragungsjahr einschließlich Olympische Spiele und Weltmeisterschaften).
- 1.–3. Platz: Anzahl der Podiumsplatzierungen
- Top 10: Anzahl der Platzierungen unter den ersten zehn (einschließlich Podium)
- Punkteränge: Anzahl der Platzierungen innerhalb der Punkteränge (einschließlich Podium und Top 10)
- Starts: Anzahl gelaufener Rennen in der jeweiligen Disziplin

| Platzierung | Einzel | Sprint | Verfolgung | Massenstart | Staffel | Gesamt |
| ----------- | ------ | ------ | ---------- | ----------- | ------- | ------ |
| 1. Platz    |        |        |            |             |         |        |
| 2. Platz    |        |        |            |             |         |        |
| 3. Platz    |        |        |            |             |         |        |
| Top 10      |        |        |            |             |         |        |
| Punkteränge |        |        |            |             |         |        |
| Starts      | 2      | 4      |            |             |         | 6      |